# Preißn
Preißn (Mehrzahl) ist eine aus Bayern stammende Dialektbezeichnung ursprünglich für Nord- oder Ostdeutsche, später für Fremde allgemein. Sie kann scherzhaft bis abwertend gemeint sein.

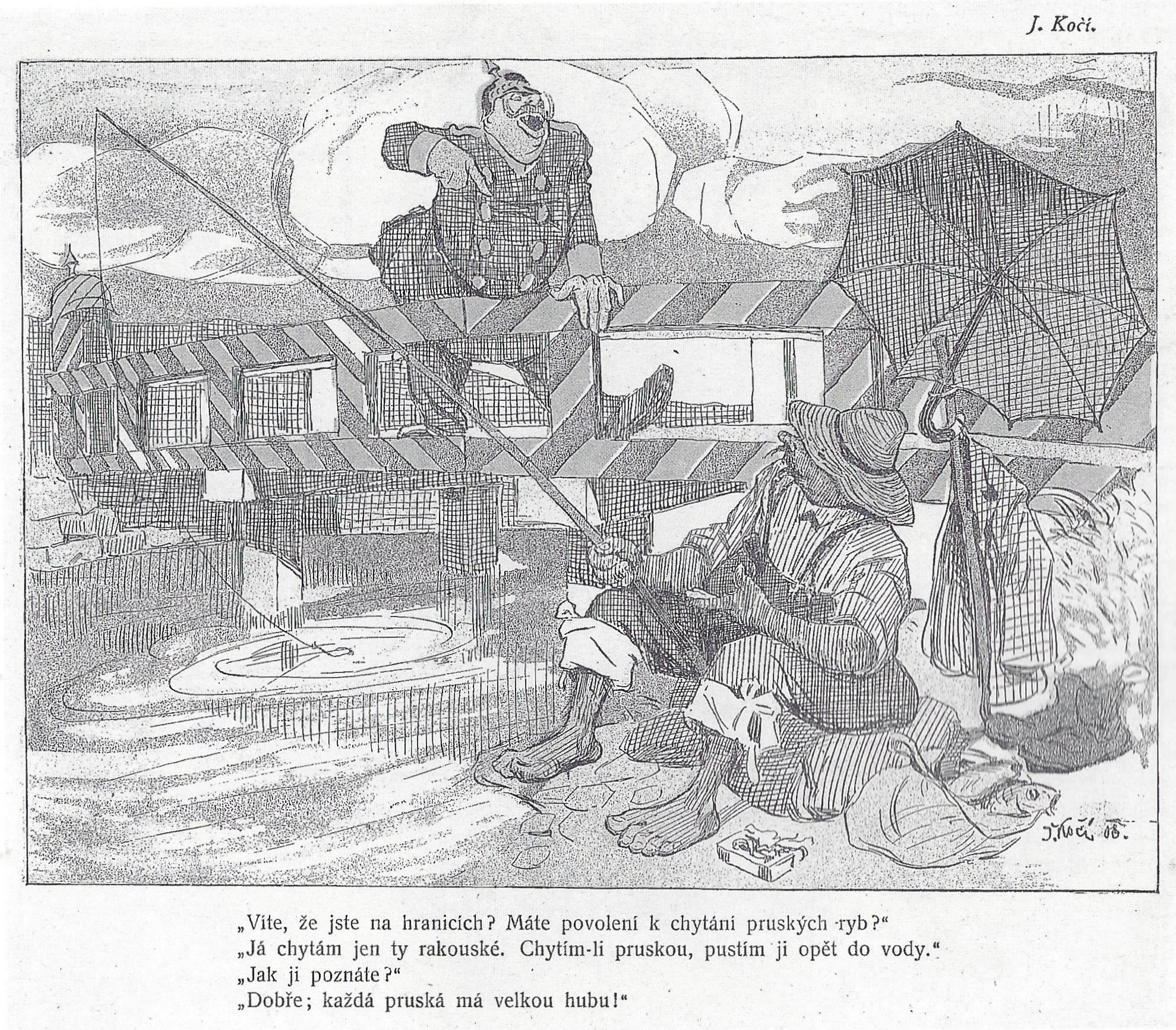
Tschechische Karikatur von Josef Kočí (1908) auf einen preußischen Grenzbeamten und einen böhmischen Angler: „Wissen Sie, daß Sie an der Grenze sind? Haben Sie eine Genehmigung zum Angeln preußischer Fische?“ – „Ich fange nur die österreichischen. Wenn ich einen preußischen erwische, so werfe ich ihn ins Wasser zurück.“ – „Und wie erkennen Sie den?“ – „Sehr gut; jeder preußische Fisch hat ein großes Maul.“

## Geschichte
Ursprünglich waren für die Bewohner ganz Süddeutschlands die „Preißn“ die Einwohner des Königreichs Preußen, womit in der Regel alle (protestantischen) Norddeutschen gemeint waren. Besonders in Bayern verwendete man das Wort schließlich für alle Bewohner des Deutschen Kaiserreiches mit nord- oder ostdeutscher Sprachfärbung. Das waren diejenigen, die in den Gebieten nördlich der sogenannten Oberdeutschen Sprachgrenze lebten. In Altbayern steht der Ausdruck manchmal sogar scherzhaft für alle Deutschen nördlich des Mains.

„Woaßt, Bua, d’Franzosen san schlimm, aber no schlimmer san d’Preißen.“

Dass die Bezeichnung sich als Schimpfwort einbürgerte, liegt an der Kleindeutschen Lösung, die im (überwiegend katholischen) Süddeutschland Antipathien weckte. Die preußische Armee, damals die modernste und schlagkräftigste der Welt, besiegte mit verbündeten Truppen im Deutschen Krieg Österreich als dominierende Macht des Deutschen Bundes. In Österreich waren die Piefke das Gleiche wie in Bayern die Preißn.

## Heutige Verwendung
In ihrem 1979 veröffentlichtem Buch „Bayerns Preußen sind die besten“, unterscheiden die Autoren Hannes Burger, Herbert Riehl-Heyse und Ernst Fischer bei „Preußen“ nach Geburt, Ernennung und Verhalten.
Als geborene Preußen gelten schlicht aus dem Gebiet des ehemaligen Königreichs Preußen Stammende. Ernannte Preußen entsprächen der Definition, die nur ein Bayer vornehmen darf. Im Regelfall gelte jeder Deutsche als Preuße, der kein Bayer oder Schwabe (Badener) sei. Franken gelten dabei als „Südpreußen“, da diese sich ungern zu Bayern bekennen und ebenfalls von den Hohenzollern beherrscht wurden. Jene Franken hingegen, die „ohne Murren die bayerische Vorherrschaft anerkennen“, habe man zu akzeptieren. „Kleinliche Unterscheidungen“, etwa zwischen Rheinländern und Hanseaten, Niedersachsen und Hessen, Berlinern und Westfalen, lehne der Bayer als „Einmischung in innerpreußische Angelegenheiten“ ab. Würden Ausländer, Schwaben oder selbst andere Bayern als Preußen bezeichnet, liege dies allein an deren Verhalten, das tiefste Abscheu auslöse. Der Begriff ist dabei beleidigend gemeint. Solches Verhalten sehen Bayern als „preußisches Benehmen“, was etwa dem entspricht, was Italiener als „typisch deutsch“ oder Österreicher als „typisch wienerisch“ betrachten. Dazu zählen Verhaltensweisen wie Anmaßung, Besserwisserei oder Überheblichkeit.
Die Preußen lassen sich den Autoren zufolge in vier weitere Untergruppen einteilen:
- der Originalpreiß
- der Saupreiß
- der Trachtenpreiß
- die Bavareußen

Der Originalpreiß kann aufgrund seiner schuldlosen Geburt nichts für sein Dasein; er zeige gegenüber Bayern aber distanzierten Respekt und achte das Land als politisch-kulturelle Größe. Er spricht und versteht kein Wort Bairisch, unterlässt aber herablassende Bemerkungen und überhebliche Urteile, erkennt an, dass in Bayern die Uhren anders ticken, und ist als Urlauber durchaus gerne gesehen.
Als Saupreiß bezeichnet der Bayer einen Menschen, den er nicht ausstehen kann und durch den er seine Eigenart bedroht sieht. Eine Kategorisierung, in die jeder durch, auch spontanes, Fehlverhalten hineinschlittern kann. Darunter fallen auch Zugezogene, für welche die Uhren in Bayern nicht anders, sondern falsch ticken, die durch Klagen gegen Kirchengeläut, Kuhglocken oder Hahnengeschrei die Abscheu der Einheimischen provozieren, die oberlehrerhaft und frech anmerken, was in Bayern alles falsch laufe.
Trachtenpreißn gelten als „Philobajuwaren“, die man sowohl unter Urlaubern als auch unter Einwanderern vorfindet. Sie werden von Bayern weitgehend toleriert bis verlacht, etwa wenn sie versuchen, das bairische Idiom zu imitieren, eine Maß (mit langem a) bestellen oder das Tragen bayerischer Trachten überbetonen. Keinen Berg lassen sie unbestiegen, keinen See ungebadet, kein Schloss unbesichtigt. Auch als Stammgäste auf dem Oktoberfest, das sie für „typisch bayerisch“ halten, tragen sie wesentlich zur Klischeebildung Bayerns bei.
Als Bavareußen gelten bayerisch-preußische Mischlinge, die seit Jahrzehnten vermehrt auftreten und Mischehen entstammen. Diese könnten einerseits die schlechtesten Charaktereigenschaften von Bayern und Preußen in sich vereinen, andererseits aber als edlerer Typ auch Vorzüge beider, wie preußisches Durchsetzungsvermögen und bayerische Sturheit oder preußischen Scharfsinn und bayerische Gemütlichkeit. Bairisch versteht der Bavareuße zwar weitgehend, versucht aber gar nicht erst, es zu sprechen.
Herbert Rosendorfer merkt in seinem Buch Die bayerischen Stämme (1984) an, dass es für Bayern vier Arten von Menschen gebe: Bayern, Schwaben, Preußen und Ausländer, mit jeweils weiteren Unterkategorien. Rosendorfer betont, dass die Sachsen eine Sonderstellung einnähmen und oftmals allenfalls als „qualifizierte“ Preußen gälten, während Berliner „preußische Prototypen“ seien. Schwaben, bei denen der Bayer zwar zwischen bayerischen Schwaben und Württembergern unterscheide, würden höher geschätzt als Preußen, dennoch gelte diesen keinerlei Sympathie. In der schwäbischen Sparsamkeit, dem schwäbischen Fleiß sähe sich der Bayer mit eigenen Unzulänglichkeiten konfrontiert. Die Franken gelten laut Rosendorfer für Altbayern auch als Preußen. Dennoch herrscht auch unter Altbayern oft keine Einigkeit. Zwar würden Oberpfälzer gemeinsam geringgeschätzt und verspottet („Koa Hirn, koa Schmoiz, Oberpfoiz!“), so streiten sich Ober- und Niederbayern darüber, wer denn die „echteren“, die „authentischeren“ Bayern seien.
1947 sorgte Jakob Fischbacher, der spätere Vorsitzende der Bayernpartei, für einen Skandal, indem er preußisch-bayerische Ehen als „Blutschande“ bezeichnete.

„Wenn ein Bauernsohn eine norddeutsche Blondine heiratet, so ist dies in meinen Augen Blutschande. Die Preußen, dieses Zeugs, und die Flüchtlinge müssen hinausgeworfen werden, und die Bauern müssen dabei tatkräftig mithelfen. Am besten schickt man die Preußen gleich nach Sibirien.“

In München klagte in den Sechzigern ein Zugezogener gegen einen Einheimischen, dieser habe ihn als „Preußensau“ bezeichnet. Der Angeklagte verwies darauf, ihn jedoch „Saupreiß“ genannt zu haben, einer nicht justiziablen Bezeichnung, die durch den des Bairischen nicht mächtigen Richter dennoch zu einer Verurteilung führte.

### Altbayern
Mit dem bairischen Mundartausdruck werden heute von den bayerischen Einheimischen, die sich als „Urbayern“ ansehen, Norddeutsche einerseits sowie Bewohner Bayerns mit norddeutscher Herkunft andererseits bezeichnet. Die Teile Bayerns, die nicht zu Altbayern gehören, nämlich Franken und Schwaben, nehmen hier eine Sonderstellung ein. So werden beispielsweise die Bewohner Frankens auch „Lebkuachapreißn“, hochdeutsch Lebkuchenpreußen, und diejenigen Bayerisch-Schwabens sowie des südlichen und östlichen Baden-Württemberg „Schwobn“ genannt. Als ironischer Begriff, auch als Selbstbezeichnung von Franken verwendet, dient zudem der Begriff „Beutebayern“, der auf die Tatsache anspielt, dass diese Gebiete erst Anfang des 19. Jahrhunderts dem Königreich Bayern zugeschlagen wurden.
Die klassische Grenze zwischen den Siedlungsgebieten der Bayern und der Preißn bildet umgangssprachlich der sogenannte Weißwurstäquator, dessen genauer Verlauf jedoch unklar und umstritten ist. Bisweilen werden auch Münchner, die ohne bairischen Akzent oder bairischen Dialekt sprechen, als „Isarpreißn“ bezeichnet. Dies betrifft sowohl zugezogene Norddeutsche als auch gebürtige Münchner.
Im Zuge der Globalisierung wird der Begriff „Preißn“ inzwischen sogar auf Besucher Bayerns jeglicher Nationalität angewendet. So wird zum Beispiel „Saupreiß, japanischer“ zu einer abwertenden Bezeichnung von Menschen, ohne dass der Sprecher Anspruch darauf erhebt, deren genaue Herkunft zu kennen. Einige Sprachforscher sind der Meinung, dass dem vorangestellten „Sau-“ (wie etwa beim „Sauwetter“) eher eine gutmütig-melancholische als abwertende Bedeutung zuzuweisen sei. Andere bezeichnen sie eindeutig als Zusatz für Schimpfwörter; so soll in Österreich auch der Begriff „Saubayer“ verwendet worden sein.

### Franken
Der Begriff findet auch in Franken Verwendung, wo er mit ähnlicher Bedeutung wie in Altbayern gebraucht wird, nämlich für Menschen mit nord- oder hochdeutschem Zungenschlag, in der Regel für aus solchen Regionen zugewanderte Bewohner Frankens. Die Aussprache erfolgt jedoch entsprechend der örtlichen Phonetik meist als „Breiß“ (aber unterostfränkische Einzahl: Braüß, Mehrzahl: Braüßer). Üblich sind in Franken außerdem noch „Saubreiß“ und „Breißnbeidl“. Dabei wertet Beidl, hochdeutsch Beutel, ähnlich ab wie Sack in der Zusammensetzung Drecksack.

### Österreich
Auch in Österreich, vor allem im Westen des Landes, wird der Begriff neben der sonst üblichen Bezeichnung Piefke für alle Deutschen mit Ausnahme der Bayern verwendet. Dies lässt sich zum einen auf die Nähe der westösterreichischen Bundesländer zu Bayern und zum anderen auf den gemeinsamen bairischen Dialekt zurückführen.

### Luxemburg
In Luxemburg meint die Bezeichnung „Preis“ alle Deutschen einschließlich der Bayern. Während der gewaltsamen deutschen Besetzung Luxemburgs im Zweiten Weltkrieg wurde der Begriff zum Schimpfwort, das vergleichbar ist mit dem französischen Wort „boche“.

### Limburg
In der niederländischen Provinz Limburg versteht man unter der Bezeichnung „Pruus“ alle Deutschen einschließlich der Bayern. Während der gewaltsamen deutschen Besetzung Limburgs im Zweiten Weltkrieg wurde der Begriff zum Schimpfwort.